# Władysław Wróblewski

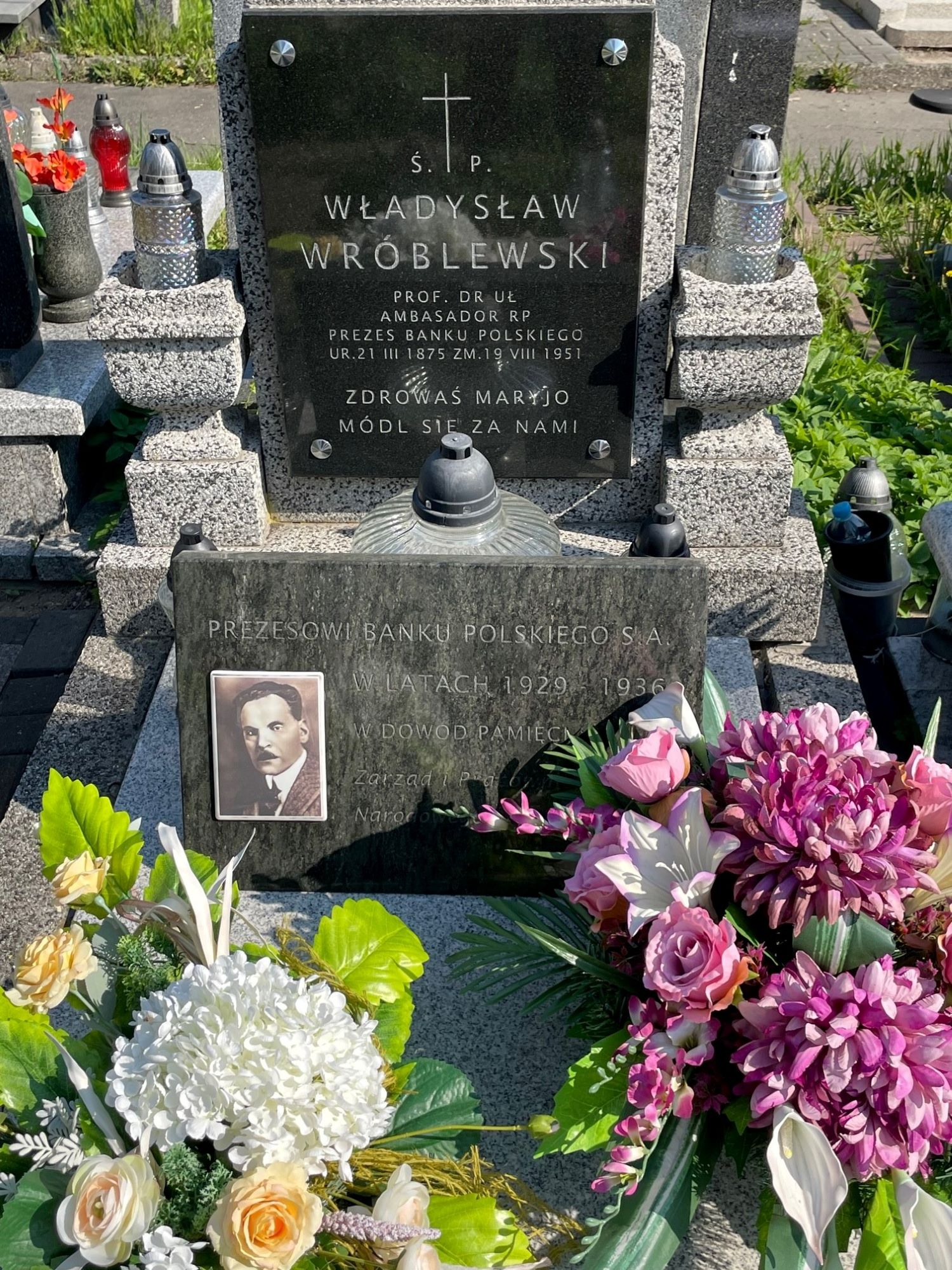
Grób Władysława Wróblewskiego w Łodzi

Władysław Wróblewski herbu Lubicz (ur. 21 marca 1875 w Krakowie, zm. 19 sierpnia 1951 w Łodzi) – polski prawnik, szef Biura Prezydialnego Rady Ministrów, tymczasowy szef rządu (1918), prezes Banku Polskiego, profesor Uniwersytetu Łódzkiego.

## Życiorys
Był synem Wincentego (1831–1892), oficera powstańczej partii powstania styczniowego i Walerii z Bossowskich; miał dwóch braci i siostrę: Stanisława (1868–1938), działacza państwowego i prawnika, Wincentego (1871–1942), doktora medycyny, autora licznych prac z dziedziny bakteriologii oraz Marię.
Ukończył studia na Wydziale Prawa Uniwersytetu Jagiellońskiego, gdzie w 1897 uzyskał stopień doktora. W latach 1900–1912 w służbie cywilnej, początkowo we Lwowie jako urzędnik C.k. Namiestnictwa Galicyjskiego, od 1910 jako przedstawiciel Namiestnictwa w Starostwie w Krakowie; w 1912 na urlopie. W 1911 zawarł ślub z pianistką Zofią Obtułowicz, absolwentką Konserwatorium we Lwowie. Małżonkowie mieli trójkę dzieci: Ferdynanda, Marię i Adama, który zginął w KL Auschwitz. Po habilitacji, w latach 1908–1918 był docentem nauki administracji i prawa administracyjnego na Uniwersytecie Jagiellońskim. W 1917 zrezygnował z oferowanej profesury i po przenosinach do Warszawy podjął pracę w Prezydium Rady Regencyjnej. Od 19 stycznia 1918 pełnił funkcję szefa Biura Prezydjalnego Rady Ministrów Królestwa Polskiego. W dniach 4–17 listopada 1918 kierował prowizorium rządowym Królestwa Polskiego oraz Ministerstwem Spraw Zagranicznych. Przy rządzie Jędrzeja Moraczewskiego Szef Biura Prezydjalnego Rady Ministrów w randze podsekretarza stanu. Przewodniczył delegacji polskiej do przejęcia prowincji pruskiej w 1919, a następnie w 1920 był wiceprzewodniczącym polskiej delegacji pokojowej w Mińsku. Od 15 marca 1921 do 9 listopada 1922 był posłem RP w Londynie, a od 10 listopada 1922 do 13 października 1925 posłem RP w Waszyngtonie. Podczas pobytu w Stanach Zjednoczonych, zaproszony przez Stefana Mierzwę, został przewodniczącym komitetu stypendialnego nowo powstałej Fundacji Kościuszkowskiej, a poważanie, jakim się cieszył wśród Polonii, pomogło w zbiórce funduszy na pierwsze stypendia. Po zamachu majowym w 1926 na krótko został odsunięty od spraw publicznych i zajmował się dziennikarstwem, będąc m.in. redaktorem naczelnym „Gazety Poznańskiej i Pomorskiej”. W latach 1929–1936 był prezesem Banku Polskiego. W 1937 przeszedł na emeryturę, jednocześnie podejmując pracę w Szkole Nauk Politycznych w Warszawie, którą kontynuował do wybuchu wojny w 1939. Lata okupacji spędził w Warszawie. Po wybuchu powstania warszawskiego (1944) został deportowany do obozu przejściowego w Pruszkowie. Po wojnie został objęty zakazem powrotu do Warszawy i zamieszkał w Łodzi, gdzie został jednym z twórców powstającego Uniwersytetu Łódzkiego, podejmując pracę jako pierwszy kierownik Katedry Nauki o Państwie i Prawa Państwowego na ówczesnym Wydziale Prawno-Ekonomicznym.
Jako szef Prezydium Rady Ministrów był najprawdopodobniej autorem wydanego przez Biuro Konstytucyjne Prezydium Rady Ministrów tzw. „projektu francuskiego” konstytucji polskiej, który stał się pierwowzorem konstytucji marcowej.
Pochowany na cmentarzu Starym pw. św. Józefa w Łodzi (kwatera 27, rząd 7, nr 27).

## Ordery i odznaczenia
- Krzyż Komandorski z Gwiazdą Orderu Odrodzenia Polski (1923)[11][12]
- Złoty Krzyż Zasługi (dwukrotnie: 9 listopada 1931[13], 13 maja 1933[14])
- Order Krzyża Orła III klasy (1933, Estonia)[15]